# 뉴멕시코 준주
뉴멕시코 준주(New Mexico Territory)는 1850년 9월 9일, 미국의 자치적인 영역(organized territory), 즉 준주가 되었다. 뉴멕시코가 1912년 1월 6일에 미합중국의 47번째 주가 될 때까지 존재했다.

## 개요
뉴멕시코 서부는 1848년 〈과달루페 이달고 조약〉에서 유래되었으며, 뉴멕시코 동부의 나머지(리오그란데강에서 현재의 뉴멕시코와 텍사스의 경계까지)는 1850년 협정의 결과로 추가되었다. 1853년 개즈던 매입으로 현재 애리조나와 뉴멕시코 최남단의 작은 영역이 뉴멕시코 준주에 추가되었다.
원래 1850년 뉴멕시코 준주에 포함된 토지는 현재 애리조나의 대부분(산타아나 카운티로 알려진), 콜로라도의 극히 일부, 네바다의 북위 36° 30'의 남쪽과 현재 주의 서쪽이다. 텍사스 이양 및 개즈던 매입은 영토를 크게 넓혔지만, 1861년 2월 28일 콜로라도 준주와 1863년 2월 24일 애리조나 준주(서경 109도선)의 설립으로 뉴멕시코 현재 테두리까지 축소되었다.
남북 전쟁 동안 뉴멕시코와 애리조나는 캘리포니아주에서 중요한 루트로 분쟁 지역이었다. 이것은 개즈던 매입으로 이주한 개척자들이 기꺼이 남부 동맹에 가입 의지를 보이는 결과를 가져왔다. ‘서부의 게티스버그’로 불리는 글로리에타 패스 전투에서는 미합중국 군대에 대부분의 땅을 주는 결과가 되었다. 당시 남부 동맹 애리조나 준주는 현재 애리조나 땅에 처음으로 구체적으로 이름이 붙여진 지역으로 꼽혔다.

## 인구
| 연도                                                          | 인구    | ±%     |
| ------------------------------------------------------------- | ------- | ------ |
| 1850                                                          | 61,547  | —      |
| 1860                                                          | 93,516  | +51.9% |
| 1870                                                          | 91,874  | −1.8%  |
| 1880                                                          | 119,565 | +30.1% |
| 1890                                                          | 160,282 | +34.1% |
| 1900                                                          | 195,310 | +21.9% |
| 1910                                                          | 327,301 | +67.6% |
| Source: 1850–1910 (1860 includes both Arizona and New Mexico; |         |        |

## 같이 보기
- 멕시코-미국 전쟁